# Peter Schütz (Politiker, 1945)
Peter Schütz (* 7. Januar 1945 in Auma; † 13. Oktober 1997 in Zeulenroda) war ein deutscher Politiker (DDR-CDU,  ab 1990 CDU). Er war Mitglied des Thüringer Landtags in den ersten beiden Wahlperioden bis zu seinem Tod (1990 bis 1997).

## Werdegang
Schütz erwarb 1963 den Berufsabschluss als Metallgewebemacher und arbeitete bis 1972 in diesem Beruf. Von 1972 bis 1978 war er als Technologe und Disponent tätig, dazwischen schloss er 1974 ein Studium als Ingenieur für Maschinenbau ab. Von 1978 bis 1984 arbeitete er als stellvertretender Bereichsleiter sowie als Bereichsleiter. 
Von 1984 bis 1987 war er Mitglied im Rat des Kreises Zeulenroda, anschließend Abteilungsleiter, ab 1984 Mitglied des Ost-CDU-Kreisvorstandes Zeulenroda, von 1976 bis 1987 Stadtverordneter und Kreistagsabgeordneter in Zeulenroda.   
Bei der Wahl zum 1. Landtag des wiedergegründeten Landes Thüringen am 14. Oktober 1990 errang Peter Schütz das Direktmandat im Wahlkreis 35 (Zeulenroda – Schleiz II). Bei der Wahl zum 2. Landtag am 16. Oktober 1994 wurde er im neu zugeschnittenen Wahlkreis 39 (Greiz I) als direkt gewählter Abgeordneter bestätigt.
Am 13. Oktober 1997 verstarb Schütz während einer Veranstaltung in seinem Wahlkreis an Herzversagen. Für ihn rückte am 13. November 1997 Volker Emde aus der Landesliste der CDU Thüringen in den 2. Thüringer Landtag nach.   
Peter Schütz war verheiratet und hatte drei Kinder.